# Gevlekte baardkoekoek
De gevlekte baardkoekoek (Bucco tamatia) is een vogel uit de familie Bucconidae (baardkoekoeken).

## Verspreiding en leefgebied
Deze soort komt voor in het Amazonebekken en telt drie ondersoorten:
- B. t. pulmentum: van zuidelijk Colombia tot noordoostelijk Bolivia.
- B. t. tamatia: oostelijk Colombia, Venezuela, de Guiana's en noordelijk Brazilië.
- B. t. hypnaleus: het oostelijke deel van Centraal-Brazilië.

## Status
De grootte van de populatie is niet gekwantificeerd maar de soort wordt omschreven als tamelijk algemeen. Op de Rode lijst van de IUCN heeft deze soort de status niet bedreigd.